# 学内集会
学内集会（がくないしゅうかい）は、主に大学内で教授・学生が集まって行われる集会のことを指す。政治問題などに関して意見を交換し合う学内討論会は特に「ティーチイン」と呼ばれている。

## 事例

### 京都大学
京都大学では古くから学内集会が開催されている。これに対して、1951年2月28日には京都大学学内集会規程が定められ、その規定自体も度々改定されている。

#### 2016年
2016年には「京都大学全学自治会同学会中央執行委員会」と名乗る団体が「10.21 国際反戦デー in 京都」という集会を開いた。これに対して、京都大学側は「京都大学が昭和34年以来公認してきた京都大学全学自治会同学会とは一切関係ない」と2012年6月22日付の告示第5号に明記していることを指摘し、該当する抗議運動が「京都大学学内集会規程第2条・第3条」に反する行為だとし、法的措置も含めて厳正に対処するとした。

#### 2020年
2018年10月に熊野寮による要望書提出行動が実施された際に、京都大学の全学自治会の反戦ストライキを担ったことで処分された寮生が覆面を被って参加し、その後、警察に逮捕・起訴されたことに抗議した学生3人が職員の執務妨害と判断されて2019年に無期停学を受けた。また、2019年の入試日にアニメ『機動戦士ガンダム 鉄血のオルフェンズ』のキャラクターであるオルガ・イツカの像を設置した学生1人が処分を受けた。これに対して、2020年12月10日正午に「12月集会実行委員会」を名乗る団体が「京大学生処分撤回・阻止 12月緊急集会」を京都大学吉田南キャンパス総人広場で開催し、京都大学の生徒や教授・市民・全国の学生などが集まった。
これに対して、京都大学側は、学外の団体が大学の許可を得ないで集会を行なっているとし、京都大学学内集会規程第2条及び第3条に違反する行為だと指摘し、法的措置を含めて厳正に対処するとした。

### 東京大学
1952年発生の東大ポポロ事件では、「同集会の学内集会たる性格に変更を来すほど本質的な事柄でない」などと高等裁判所が触れるなど、東京大学の公認学生団体「ポポロ劇団」が行なった集会が学内集会だったか否かであったが争点の一つとなった。後に東大ポポロ事件は「警察官の舎備情報収集のために学内集会へ立入りすることが集会の自由を侵害するとした事例」でありながら「警察官の警備情報収集のために学内集会へ立入りすることが大学の自治を侵害しないとした事例」であり、大学の自治・学内集会・警察権力の及ぶ範囲について言及した事例となった。

### 沖縄国際大学
2004年8月13日にアメリカ軍普天間飛行場に隣接する沖縄県宜野湾市の沖縄国際大学に普天間飛行場所属のヘリコプターが墜落・炎上した事件を受けて、7年後の2011年8月13日に沖縄国際大学で学内集会が開かれ、富川盛武学長などによって普天間基地を使用している航空機の飛行中止などが求められた。